# الینا آقامیان
الینا (اِولینا) نیکلای آقامیان (ارمنی: Էլինա (Էվելինա) Նիկոլայի Աղամյան؛ انگلیسی: Elina Aghamyan; ۲۸ نوامبر ۱۹۵۰) یک بازیگر اهل ارمنستان است. 

## زندگی‌نامه
وی در ۲۸ نوامبر ۱۹۵۰ در خاچیسار به دنیا آمد . وی برنده جوایزی همچون مدال موسس خورناتسی (۲۰۰۳) و هنرمند افتخاری جمهوری ارمنستان (۲۰۰۷) است.

## گزیده فیلمشناسی
از فیلم‌ها یا برنامه‌های تلویزیونی که وی در آن نقش داشته‌است می‌توان به تانگوی کودکی ما و ریچارد دوم اشاره کرد.